# Sensemaking
Sensemaking – termin stworzony w 1969 roku przez Karla Weicka, profesora University Michigan w Ann Arbor, dla określenia procesu, w wyniku którego aktorzy społeczni nadają sens otaczającej ich rzeczywistości. Chcąc dostrzec porządek wokół siebie, tworzą abstrakcyjne modele, a następnie się z nimi utożsamiają, biorąc je za rzeczywistość.